# 凡河内躬恒

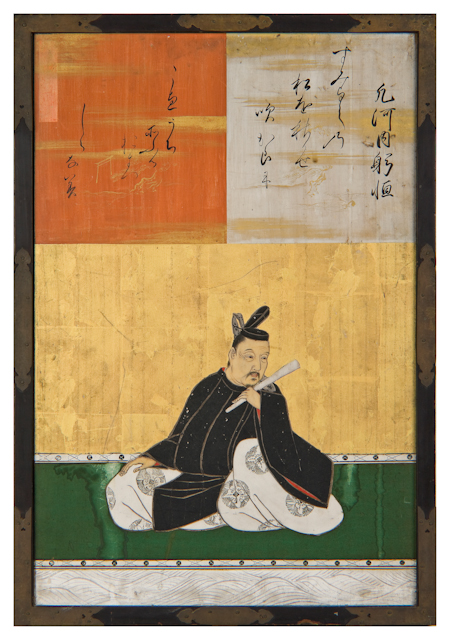
凡河内躬恒（狩野探幽《三十六歌仙額》）

凡河内躬恒（ 日语：／ Ōshikochi no Mitsune，贞观元年（859年）? - 延長3年（925年）?）是日本平安時代前期的歌人、官员。其姓为宿禰。一説为淡路権掾凡河内諶利之子。三十六歌仙之一。官位为六位、和泉大掾。

## 生平
寛平6年（894年）2月任甲斐権少目，延喜7年（907年）1月任丹波権大目，延喜11年（911年）1月任和泉権掾，延喜21年（921年）1月任淡路権掾。延長3年（925年），从和泉返京，不久去世，一生所任官职卑微。
延喜5年（905年），同紀貫之、紀友則、壬生忠岑等人一起被任命从事编纂《古今和歌集》。在歌合中创作賀歌、屏風歌十分活躍，曾多次随同天皇行幸游乐（包括907年宇多法皇大堰川行幸、916年石山寺御幸、921年春日社参詣等）。《古今和歌集》收录其58首和歌，勅撰和歌集收录其194首和歌，作为宮廷歌人名声很高。个人歌集有《躬恒集》。
广峰神社祠官家族廣峯氏据称是躬恒的后裔。

## 逸话
《大和物語》一三二段记载：醍醐天皇問之曰：「古人以月比弓弦。汝用其意，作歌以答。」躬恒及唱曰：
帝甚讚賞，賜御衣。

## 脚注
1. 1 2  宝賀寿男『古代氏族系譜集成』古代氏族研究会、1986年
2. 1 2  『勅撰作者部類』
3. ↑  『勅撰作者部類』では五位とする。
4. ↑  『広峯氏系図』（続群書類従巻第183所収）